# Navegación aérea

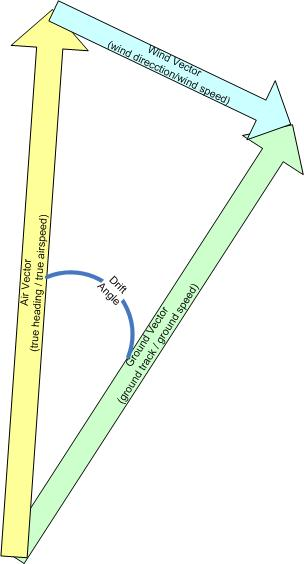
El triángulo de velocidad representa gráficamente las relaciones entre los vectores de velocidad utilizados para la navegación aérea

La navegación aérea es el conjunto de técnicas y procedimientos que permiten pilotar eficientemente una aeronave a su lugar de destino, asegurando la integridad de los tripulantes, pasajeros, y de los que están en tierra. La navegación aérea se basa en la observación del cielo, del terreno, y de los datos aportados por los instrumentos de vuelo.

## Tipos de navegación aérea
La navegación aérea se divide en dos tipos (dependiendo si la aeronave necesita de instalaciones exteriores para poder guiarse):
- Navegación aérea autónoma
- Navegación aérea no autónoma

La navegación aérea autónoma es aquella que no necesita de ninguna infraestructura o información exterior para poder completar con éxito el vuelo. A su vez, esta se divide en:
- Navegación observada: se basa en la observación directa de las referencias necesarias en el terreno por parte del navegante o piloto, con tal de conocer la posición de la aeronave.
- Navegación a estima: el navegante o piloto estima la posición actual, conocidas la dirección y la velocidad respecto al terreno.
- Navegación por fijación de la posición: esta a su vez se subdivide en navegación aérea astronómica, navegación aérea Doppler, navegación aérea inercial (INS).

La navegación aérea no autónoma, al contrario, sí necesita de instalaciones exteriores para poder realizar el vuelo, ya que por sí sola la aeronave no es capaz de navegar. Las instalaciones necesarias para su guiado durante el vuelo reciben el nombre de ayudas a la navegación. Estas ayudas se pueden dividir a su vez dependiendo del tipo de información que transmiten, así como del canal a través del cual lo hacen. Así, las ayudas pueden ser:
- Ayudas visuales para la navegación:son el conjunto de instalaciones destinadas al guiado visual de una aeronave.
- Radioayudas: Son señales radioeléctricas recibidas a bordo, generalmente emitidas en instalaciones terrestres.
- Navegación por satélite.

## Normativas
Dependiendo de las condiciones mínimas de visibilidad, distancia de las nubes, y del tipo de espacio aéreo atravesado, existen dos conjuntos de reglas de obligado cumplimiento: las reglas de vuelo visual (visibilidad mayor de 5 [kilómetros] [8 km] y techo de nubes por encima de los 1500 m) y las reglas de vuelo instrumental (operada mediante instrumentos). Los aviones de línea, por razones de seguridad, operan solamente bajo las reglas de vuelo instrumental, independientemente de las condiciones meteorológicas.
El elemento responsable en tierra de la navegación aérea es el control de tráfico aéreo, apoyado en la información proporcionada por los pilotos y por los sistemas de radar.